# Błonie
Błonie (jid. ‏בלוינא‎ Bloyna, hebr. ‏בלוניה‎ Blonye) – miasto w Polsce, w województwie mazowieckim, w powiecie warszawskim zachodnim (dawniej powiat błoński), siedziba gminy miejsko-wiejskiej Błonie. Miasto położone jest na Równinie Łowicko-Błońskiej nad rzeką Rokitnicą.
Odległości: 13 km od Ożarowa Mazowieckiego (siedziby powiatu), 11 km od Grodziska Mazowieckiego, 16 km od Pruszkowa, 26 km od Sochaczewa, 18 km na zachód od granic Warszawy a 30 km do centrum stolicy (Pałac Kultury).
Błonie uzyskało lokację miejską w 1380 roku. Miasto królewskie Korony Królestwa Polskiego położone w drugiej połowie XVI wieku w powiecie błońskim ziemi warszawskiej województwa mazowieckiego. Miasto rządowe Królestwa Kongresowego, położone było w 1827 roku w powiecie błońskim, obwodzie warszawskim województwa mazowieckiego.

## Historia

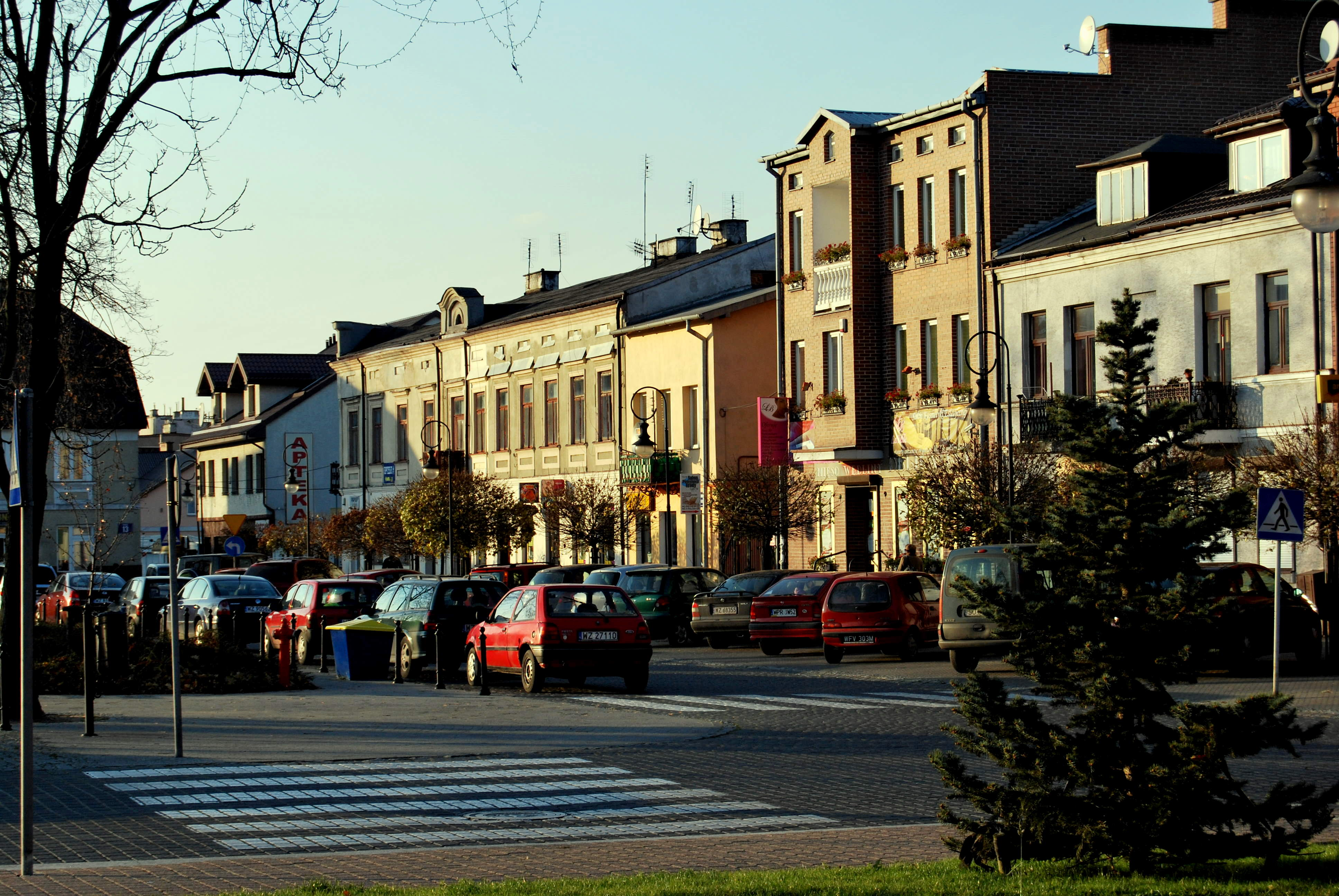
Rynek, pierzeja północna

Na terenie miasta, jak i w jego pobliżu istniał w IV w. p.n.e. – I w. p.n.e. prężny ośrodek hutniczy. Był to drugi co do wielkości ośrodek tego typu w Europie. Miejscowość wzmiankowana już w XI w., lecz znaleziono tu też ślady osadnictwa z VIII wieku. W 1257 Konrad II, książę mazowiecki i czerski ufundował, istniejący do dziś, kościół pod wezwaniem Świętej Trójcy i osadził w nim kanoników regularnych laterańskich z Czerwińska.
2 maja 1338 Błonie otrzymało prawa magdeburskie, w 1380 książę mazowiecki Janusz I Starszy wydał przywilej lokacyjny dla miasta na prawie chełmińskim. Od XV wieku do 1867 siedziba powiatu błońskiego. Z 1507 roku pochodzi pierwsze świadectwo istnienia osiedla żydowskiego w Błoniu. W XVI wieku ośrodek piwowarstwa i szewstwa. Miasto zostało zniszczone podczas wojen szwedzkich. W 1794 roku w czasie insurekcji kościuszkowskiej w pobliżu miasta odbyła się bitwa. W latach 1807–1815 Błonie należało do Księstwa Warszawskiego, następnie zaś do Królestwa Polskiego.
27 grudnia 1918 r. Milicja Ludowa PPS rozbraja stacjonujący w koszarach szwadron Jazdy Ziemi Łowickiej. Władze wojskowe zarządziły stan wojenny w Błoniu i okolicach.
1 czerwca 1930 roku z wizytą do Błonia przyjechał prezydent Ignacy Mościcki, któremu nadano honorowe obywatelstwo miasta.
W Błoniu produkowano orzełki do czapek i furażerek na potrzeby powstańców warszawskich. Znajdował się tu też radziecki obóz przejściowy, do którego trafił Wilm Hosenfeld, niemiecki oficer, który uratował Władysława Szpilmana, o którym mowa w filmie „Pianista” Podczas okupacji niemieckiej w czasie II wojny światowej istniało getto żydowskie, w którym przebywało około 3 tys. Żydów.
17 stycznia 1945 w ślad za Niemcami wycofującymi się z garnizonu warszawskiego (Dywizja Forteczna Warszawa) wkroczyły do miasta wojska sowieckie 1 Frontu Białoruskiego. Niemcy zdążyli jednak wysadzić w powietrze dworzec kolejowy oraz szereg innych budynków.

## Demografia
Liczba ludności w ostatnich 5 latach w Błoniu nieznacznie spada:
| rok  | ludność |
| ---- | ------- |
| 2018 | 12 327  |
| 2017 | 12 354  |
| 2016 | 12 371  |
| 2014 | 12 479  |

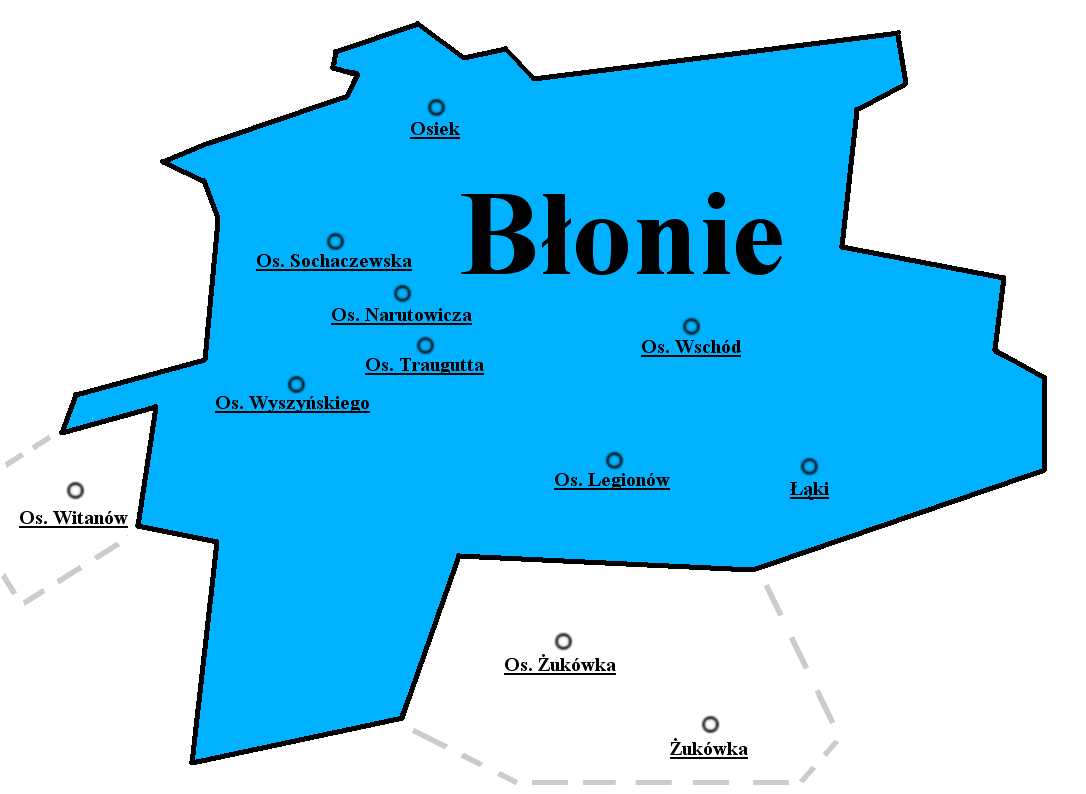
Podział ze względu na osiedla

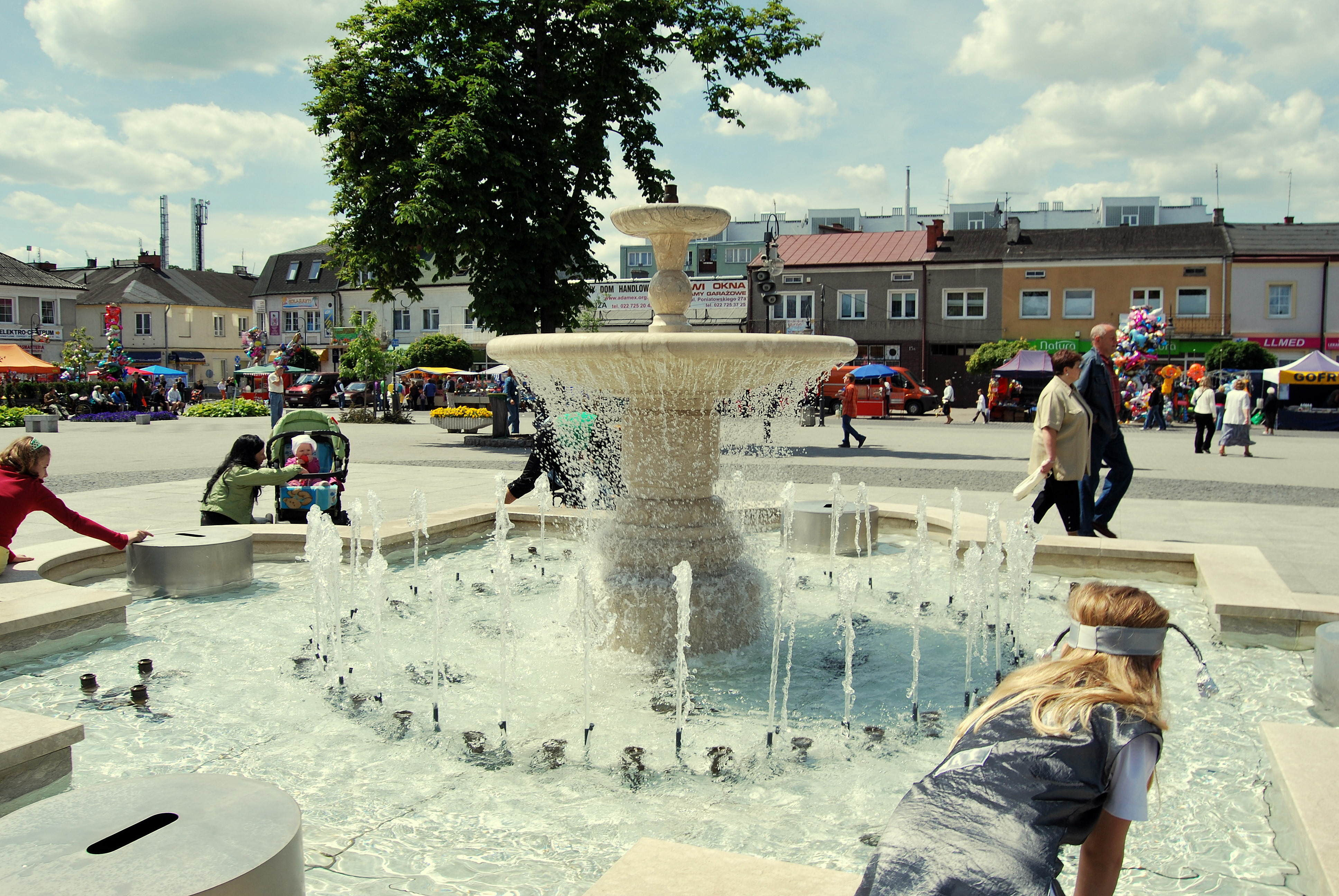
Fontanna na rynku miejskim

Największy odsetek stanowią mieszkańcy w wieku produkcyjnym od 25 do 44 lat, a także osoby w wieku przedemerytalnym 55–59 lat (mężczyźni) i 55–64 lat (kobiety)

## Architektura

### Zabytki

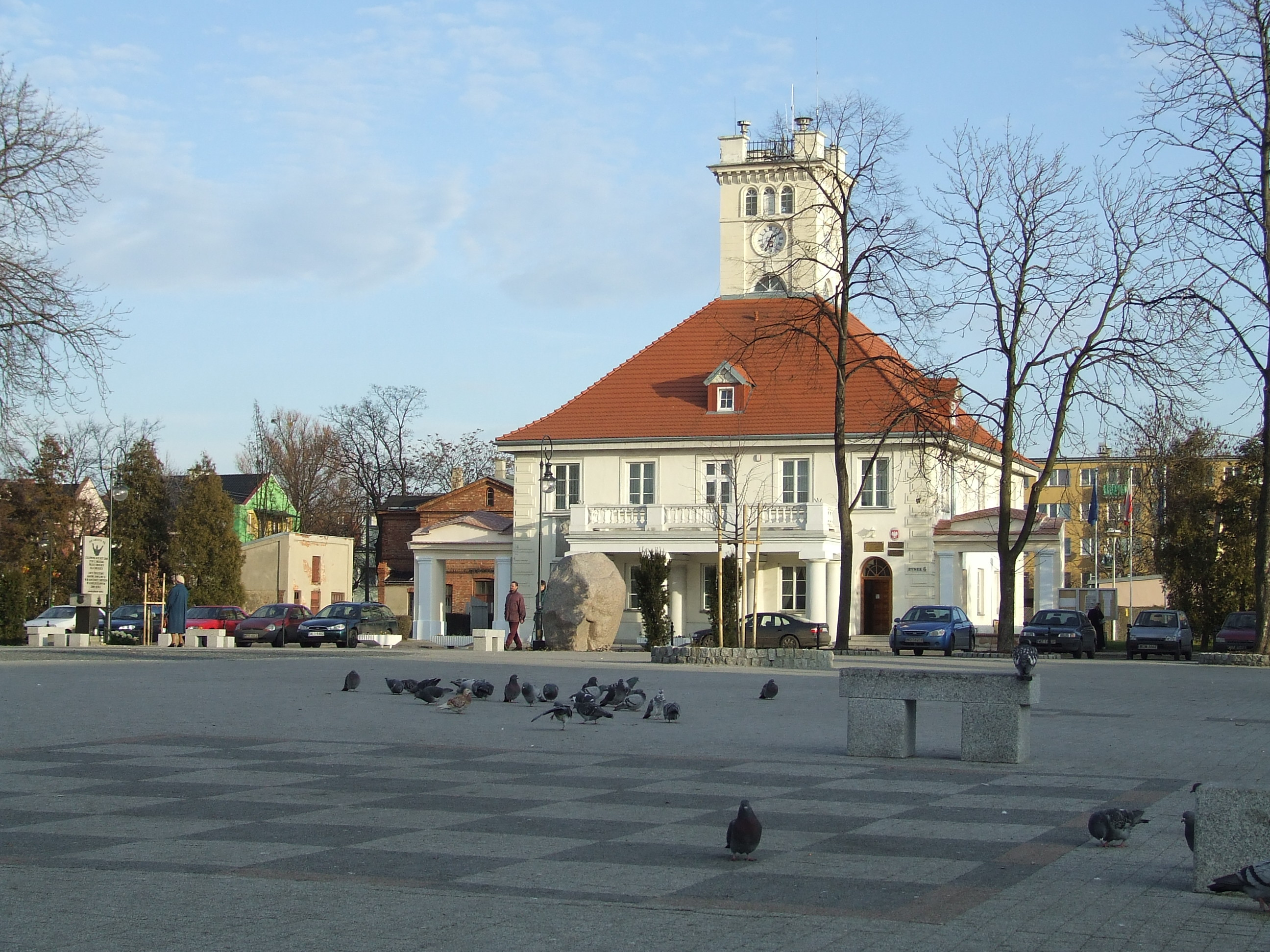
Klasycystyczny Ratusz (proj. Henryk Marconi)

- Kościół pw. Trójcy Św., wczesnogotycki z 1257, przebudowany w czasach baroku, dzwonnica z XVIII w. (nr rej.: 1002/129 z 9.06.1958)
- Ratusz klasycystyczny z 1842 proj. Henryka Marconiego, architekta pochodzenia włoskiego, jednego z najlepszych polskich architektów pierwszej połowy XIX wieku
- Remiza straży pożarnej z 1905
- Cmentarz żydowski z XIX wieku[19]
- Cmentarz parafialny założony w 1760 przy ul. Towarowej (nr rej.: 1335 z 8.12.1989)
- Dworek Poniatówka z przełomu XVIII i XIX wieku. Letnia rezydencja księcia Józefa Poniatowskiego (nr rej.: 1261-A z 6.05.1985).
- Zamczysko – w miejscu dawnej książęcej wieży na kopcu i otaczającej ją kasztelańskiego grodu z majdanem, na którym znajdował się ceglane palatium książęce o wymiarach około 9,0 × mniej niż 20,0 metrów[20][21]. Podczas prac archeologicznych odnaleziono na majdanie grodziska relikty ceglanego budynku ze śladami charakterystycznej dla 2. ćwierci XIII w. obróbki nacięciami ukośnymi lub w jodełkę. Fundatorem mógł być książę Konrad Mazowiecki lub jego syn Siemowit I[22]. Do zniszczenia warowni doszło w 1286 lub 1287 roku w trakcie odwetowej wyprawy księcia Leszka Czarnego przeciwko Konradowi II Siemowitowicowi[20].

## Gospodarka

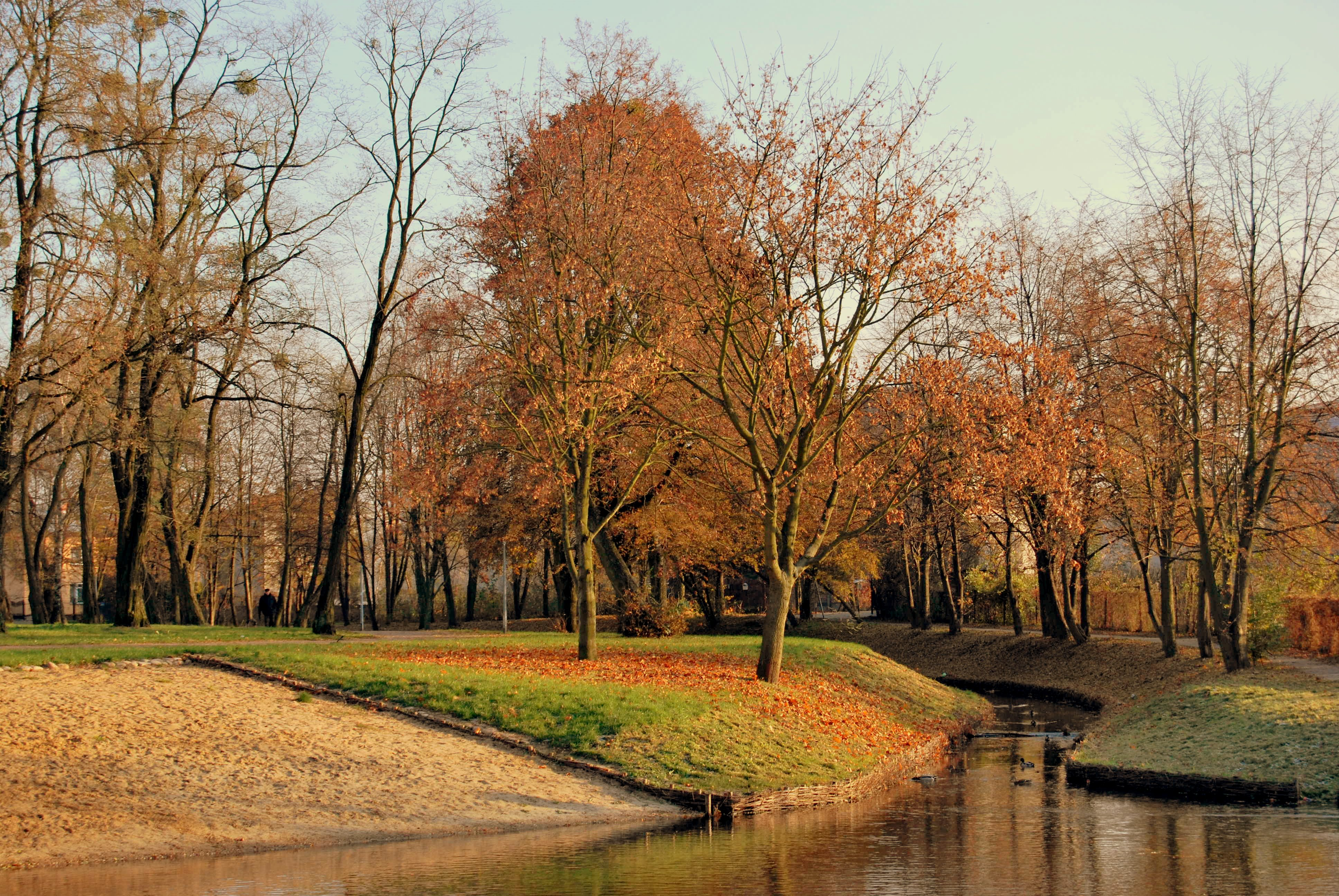
Deptak w parku miejskim „Bajka”

W Specjalnej Strefie Przemysłowej Pass swoje hale magazynowe mają takie światowe marki usług logistycznych, jak ProLogis, Panattoni, FM Logistic, czy Metropol Group o łącznej powierzchni 500 tys. m². Jest to 20% całej powierzchni magazynowej w Polsce. W budowie jest kolejne 150 tys. m².
W Błoniu swoje siedziby mają takie firmy jak Polbita Sp z o.o., właściciel marki Drogerie Natura, Pekaes S.A, Bantex, Eurocash, ZPOW Dawtona czy MEFA Sp. z o.o.

### Przemysł
W mieście znajdują się dawne zakłady Mera-Błonie. Na miejscu Mery Błonie w latach 1912–1952 istniała Fabryka Zapałek. Jej pierwszym właścicielem był Czesław Tabor. W czasie międzywojennym fabryka była jedną z pięciu wielkich fabryk podobnej produkcji. Zatrudniała 300 osób, a ze względu na groźbę pożaru istniała fabryczna straż pożarna składająca się z około 30 strażaków. Zakład otaczał swoich pracowników, jak i ich rodziny opieką socjalną. Powstał żłobek przyzakładowy, zapewniający dzieciom opiekę lekarską i pielęgniarską, na Utracie urządzono przystań kajakową wyposażoną w kajaki i odpowiedni sprzęt. Fabryka prowadziła na koszt własny wycieczki krajoznawcze po Polsce oraz była aktywna w życiu miasta biorąc udział w obchodach i uroczystościach.
Fabrykę zlikwidowano w 1952 i utworzono na jej miejscu Zakłady Mechaniki Precyzyjnej z produkcją przeznaczoną dla wojska. Na początku 1959 produkcję zlikwidowano, a od 4 kwietnia 1959 zakłady rozpoczęły produkcję zegarków naręcznych na licencji sowieckiej. Zegarki te były znane w całej Polsce, istniało nawet promocyjno-satyryczne hasło: „Sprzedaj krowy, sprzedaj konie, kup zegarek marki Błonie”. W Błoniu produkowano zegarki o nazwach: Alfa, Arras, Atlas, Bałtyk, Blonex (wersja eksportowa), Błonie, Super Błonie, Delfin, Dukat, Jantar, Kurant, Lech, Polan, Wars oraz Zodiak. Zakłady w Błoniu były montownią, podzespoły były importowane z ZSRS. Dopiero pod koniec lat sześćdziesiątych rozpoczęto produkcję płyt i mostków mechanizmów. Nie były już sygnowane znakiem pierwszej moskiewskiej fabryki zegarów, lecz własnym logo Błonia: wycinkiem wieńca zębatego w prostokątnym polu z zaokrąglonymi rogami. Z powodu problemów z importem podzespołów podjęto decyzję o zakończeniu produkcji zegarków.

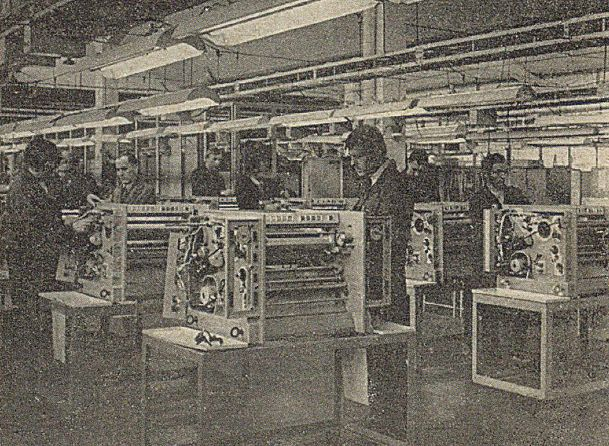
Zakład Mechaniki Precyzyjnej „Mera-Błonie” (1973)

W 1970 Zakłady Mechaniki Precyzyjnej przekształcono w Zakłady Mechaniki Precyzyjnej „Mera-Błonie”, lokując tu produkcję urządzeń peryferyjnych do maszyn cyfrowych. Fabryka rozpoczęła produkcję komputerowych drukarek wierszowych na które licencja została kupiona na przełomie 1968–1969 od angielskiej firmy ICL. Dała ona początek produkcji całej rodzinie tego typu drukarek już zakładowej konstrukcji. W 1972 ZMP „Mera-Błonie” uzyskał licencję na drukarkę mozaikową DZM180 i pochodne od francuskiej firmy Logabax. Obecnie w halach po byłej fabryce „Mera–Błonie” swoją linię produkcyjną ma firma MBS Computergraphik Sp. z o.o.
Firma ta produkuje parkomaty, selektory monet i biletomaty na skalę ogólnopolską.
Urządzenia obsługują strefy parkingowe oraz prowadzą dystrybucję biletów i kart miejskich w całej Warszawie, a także m.in. w Chorzowie, Ciechanowie, Gdańsku, Wałbrzychu czy Zielonej Górze. W stolicy jest ich 1280, w kolorze niebieskim i brązowym.
Na terenie byłych zakładów „Mery” swoją fabrykę ma również Delphi Poland S.A. W błońskim zakładzie produkuje się pochłaniacze par paliw, filtry powietrza, zawory recyrkulacji gazów spalinowych, zawory regulacyjne podciśnienia powietrza w kolektorze dolotowym, moduły zasilania paliwem (zintegrowane ze zbiornikiem paliwa), konwertery katalityczne/katalizatory oraz produkcji modułów kontroli mechanizmu napędowego dla pojazdów lekkich i użytkowych. Części te dostarczane są m.in. do BMW, Fiata, Forda, Opla, Peugeota, Citroëna, Rovera, Saaba i Volvo.
W Błoniu na 8-hektarowej działce, do końca 2010, kosztem 15 mln euro, swoją pierwszą fabrykę w Polsce i 15. na świecie zbuduje spółka Soprema – producent systemów hydroizolacyjnych dla budownictwa i inżynierii lądowej.

## Transport

Położenie miasta na tle gminy i powiatu

W mieście krzyżują się drogi krajowe i wojewódzkie:
| Nr drogi | Przebieg                                            |
| -------- | --------------------------------------------------- |
|          | Warszawa – Błonie – Kutno – Poznań – Rzepin         |
|          | Nowy Dwór Mazowiecki – Błonie – Grodzisk Mazowiecki |
|          | Nadarzyn – Brwinów – Błonie                         |

1,5 kilometra od granic gminy przebiega także autostrada A2.
Przez miasto przebiega linia kolejowa nr 3 Warszawa – Frankfurt nad Odrą ze stacją Błonie. Na terenie miasta funkcjonuje parking typu PARKUJ I JEDŹ (P+R).

## Edukacja

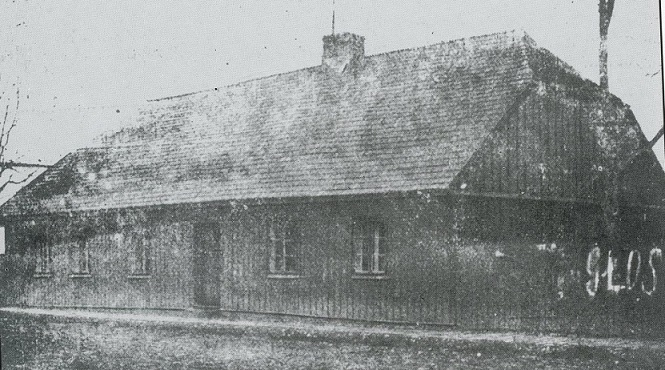
Placówka szkolna w 1918 roku.

Do publicznych placówek oświatowych należą:
- 6 przedszkoli[25]
- 4 szkoły podstawowe:
  - Szkoła Podstawowa nr 1 im. Mikołaja Kopernika w Błoniu[26]
  - Szkoła Podstawowa nr 2 z Oddziałami Integracyjnymi im. Janusza Korczaka w Błoniu[27]
  - Szkoła Podstawowa nr 3 im. Hugona Kołłątaja w Błoniu[28]
  - Szkoła Podstawowa nr 4 im. Maksymiliana Marii Kolbego w Błoniu[29]
- Liceum Ogólnokształcące im. Władysława Broniewskiego w Błoniu znajdujące się przy Centrum Kultury[30]
- Zespół Szkół im. Melchiora Wańkowicza, tzw. „Mera – Błonie”[31], w którego skład wchodzą: branżowa szkoła I stopnia, technikum, liceum ogólnokształcące, liceum ogólnokształcące dla dorosłych i szkoła policealna.

### Szkoła podstawowa nr 1 im. Mikołaja Kopernika
Najstarszą szkołą w mieście, a na początku funkcjonowania również jedyną była założona w 1918 Szkoła Powszechna im. ks. Józefa Poniatowskiego (obecna Szkoła Podstawowa nr 1 im. Mikołaja Kopernika). Ciasny gmach szkolny nie zapewniał odpowiednich warunków do nauki wszystkich dzieci podlegających obowiązkowi szkolnemu, w celach edukacyjnych wynajmowano pomieszczenie przy szosie warszawskiej, prywatne sale od pana Winnickiego oraz lokal w budynku Ochotniczej Straży Pożarnej. W 1924 odnowione zostały dwa pomieszczenia szkolne. Działania nie przyniosły poprawy sytuacji, bo w 1929 w szkole uczyło się ponad 1000 uczniów. Z powodu kryzysu gospodarczego miasto nie mogło pozwolić sobie na budowę szkoły. Pod koniec 1929 rząd Miejski zdecydował się na kupno pałacyku przy ul. Narutowicza. Wtedy szkoła została podzielona na Szkołę Powszechną nr 1 (650 uczniów) oraz Szkołę Powszechną nr 2 (400 uczniów). Budowa nowego budynku miała się zacząć dopiero w 1935 roku. 4 września 1938 gmach w stanie surowym był już ukończony. Znajdowały się w nim dwie szatnie, pokój nauczycielski, kancelaria, 8 sal lekcyjnych, gabinet na pomoce naukowe, biblioteka i pracownia robót ręcznych. Otwarcie placówki ustalono na 4 września 1939, jednak ze względu na wybuch II wojny światowej do tego nie doszło. 13 września 1939 wojska niemieckie wkroczyły do Błonia i przekształciły budynek szkoły w szpital polowy. Kolejnymi kierownikami pierwszej szkoły w Błoniu byli Michał Kopczyński (1918–1927), Józef Niemstak (od 4 V do 31 XI 1927), Jan Kamosiński (od 1927 do 1961), Czesław Rytka (od 1962 do 1975), Stefan Okraska (od 1975 do 1999), Lucyna Żakowska (od 1999 do 2009), Wojciech Kowalczyk (od 2009 do 2010) i Magdalena Rak (od 2010). Szkoła ciągle się rozbudowuje, posiada obszerną halę sportową oraz dawną salę gimnastyczną. Obecnie przygotowywany jest do oddania nowy frontowy budynek z pracowniami tematycznymi.

## Kultura

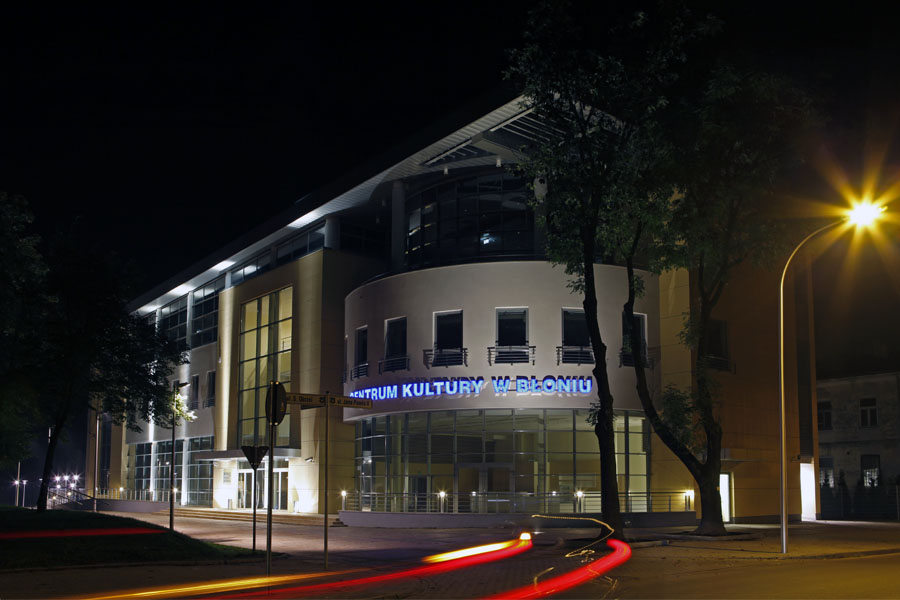
Centrum Kultury nocą

W skład placówek kulturalnych wchodzą:
- Centrum Kultury
- Muzeum Ziemi Błońskiej
- Biblioteki w Błoniu (Biblioteka Publiczna i filia Wojewódzkiej Biblioteki Pedagogicznej)
- Park Bajka

## Sport i rekreacja

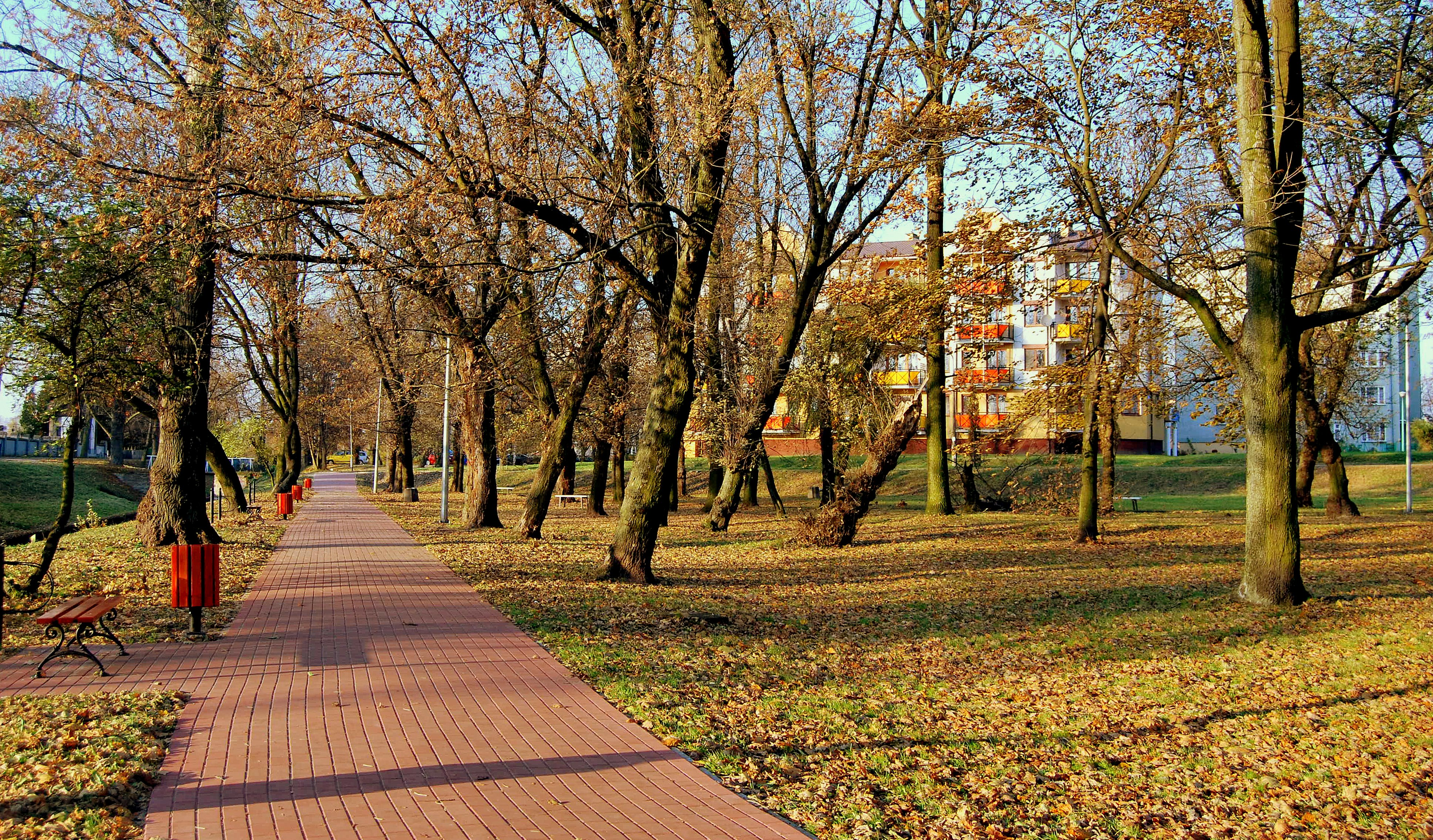
Skwer przy Os. Wyszyńskiego

W mieście znajdują się cztery kluby sportowe:
- Błonianka Błonie (piłkarski + sekcja ciężarowców)
- LKS OLYMP Błonie (tenis, warcaby, lekka atletyka)[33]
- UKS BETA (siatkarski)
- UKS Melo (lekka atletyka)
- KS Passovia Pass (piłkarski)

Przy Alei C. K. Norwida, w Parku Bajka znajduje się skatepark, z którego korzysta kilkuset deskorolkowców i miłośników rolek, czy BMX.
W okresie międzywojennym w Błoniu działały trzy kluby piłkarskie: KS Błonianka Błonie, KS TUR Błonie, Makabi Osiek.
Przez Błonie przebiegała trasa 67 Tour de Pologne, w ramach którego przed Ratuszem rozegrana została Lotna Premia.

## Miasta partnerskie

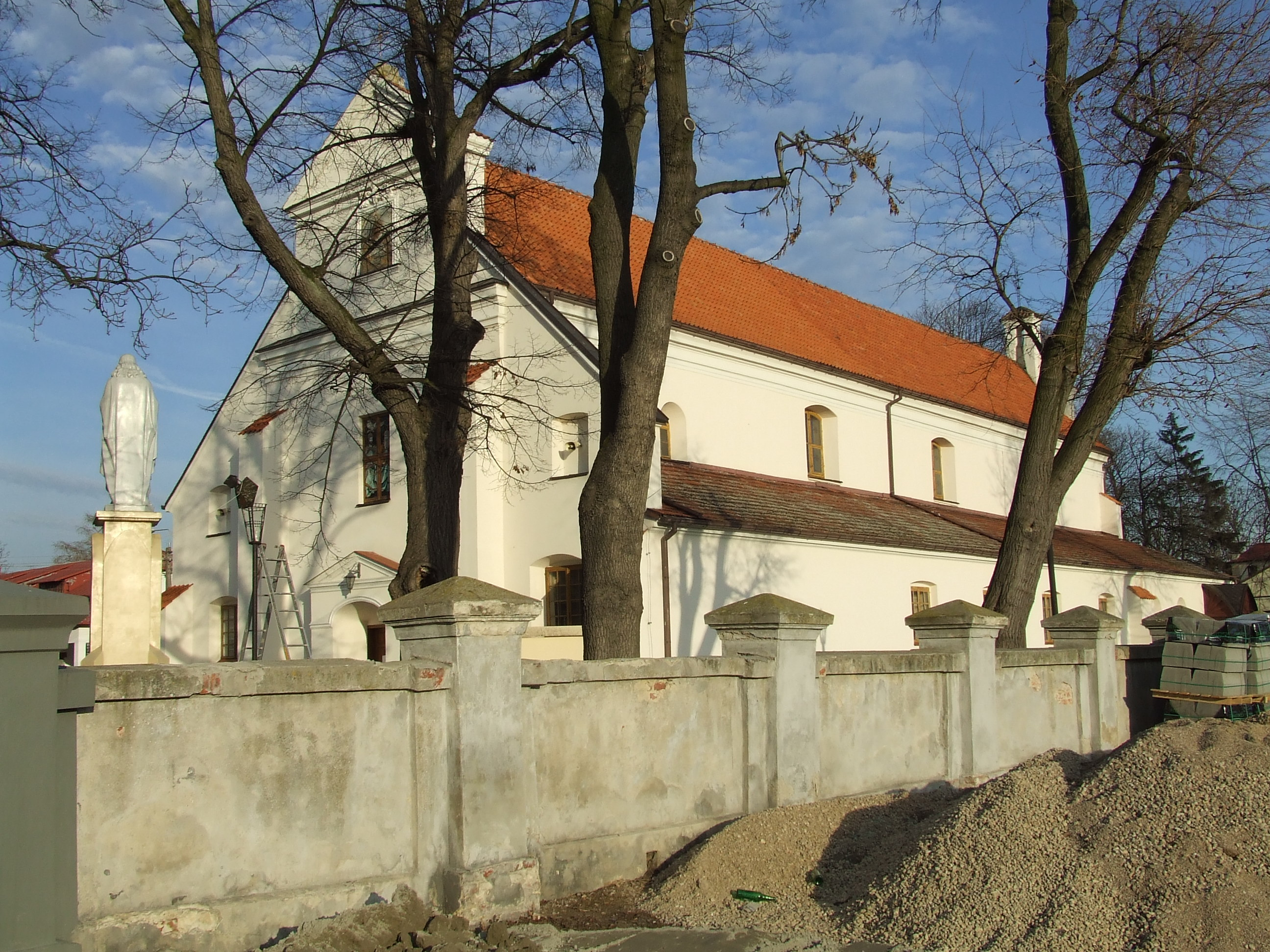
Wczesnogotycki Kościół pw. Trójcy Św.

- Coreno Ausonio[36]

## Wspólnoty religijne

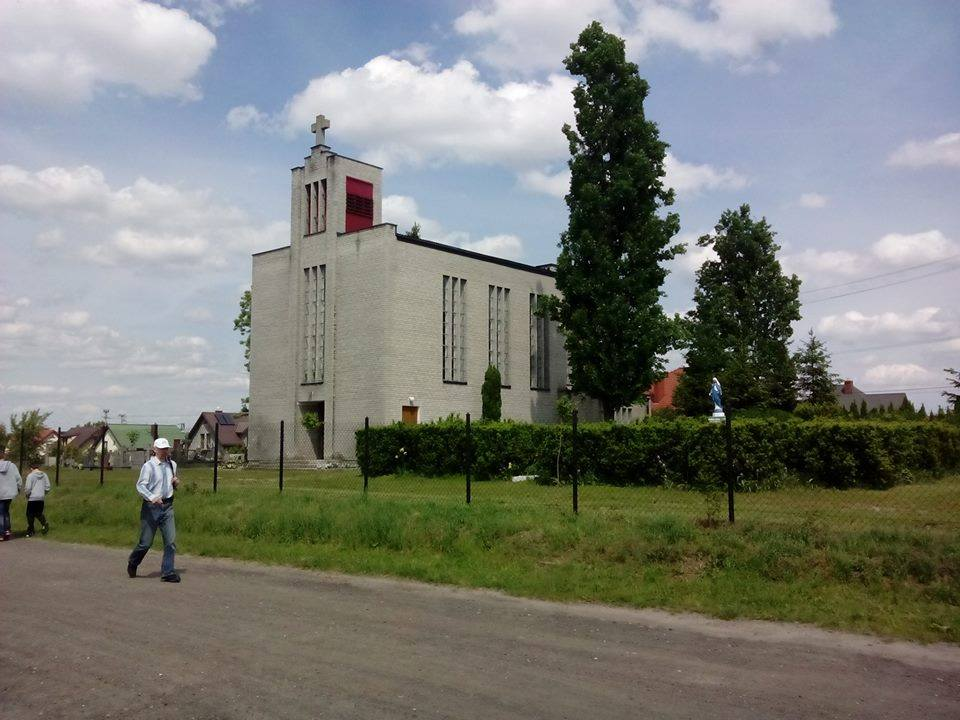
Kościół Starokatolicki Mariawitów Trójcy Przenajświętszej

W mieście prowadzą działalność następujące wspólnoty religijne:
- Kościół Rzymskokatolicki
  - Parafia Świętej Trójcy
  - Parafia Narodzenia Pańskiego
- Kościół Starokatolicki Mariawitów
  - Parafia Trójcy Przenajświętszej
- Świadkowie Jehowy
  - zbory: Błonie, Błonie–Rosyjski (Sala Królestwa: Bieniewice)[37]